# 크리스마스 만찬
크리스마스 만찬은 전통적으로 크리스마스에 먹는 식사이다. 이 식사는 크리스마스 이브 저녁부터 크리스마스 당일 저녁까지 언제든지 할 수 있다. 식사는 종종 기독교 축일 축하 전통에 따라 특히 풍성하고 푸짐하며, 성탄 시기의 도래를 축하하기 위해 열리는 모임의 중요한 부분을 형성한다. 많은 경우, 식사에는 감사기도를 드리는 것과 같이 종교적 기념과 관련된 의식적인 요소가 있다.
실제로 소비되는 식사는 향토 음식과 지역 전통에 따라 세계 각지에서 달라진다. 세계 여러 지역, 특히 과거 영국 식민지에서는 로스트 미트와 다양한 종류의 푸딩을 포함하는 영국 크리스마스 만찬과 어떤 식으로든 관련이 있다. 크리스마스 푸딩과 크리스마스 케이크는 이러한 전통에서 발전했다.

## 아시아

### 중국
중국의 크리스마스 만찬은 서양과 중국의 요리 전통이 혼합되어 나타나며, 특히 레스토랑, 그 중에서도 중국 레스토랑에서 외식하는 것을 선호한다. 로스트 칠면조나 햄과 같은 서양식 크리스마스 식사도 즐겨 먹지만, 크리스마스 당일에는 중국 레스토랑이 특히 붐비며, 제너럴 초 치킨, 크랩 랑군, 볶음밥과 같은 인기 있는 요리를 제공한다. 크리스마스 이브에 사과를 선물하는 것도 평화와 안녕을 기원하는 의미로 흔한 풍습이다.
상세 설명:
서양의 영향:
중국에서 크리스마스는 비교적 최근의 전통이며, 축제 시즌에는 서양식 크리스마스 만찬을 포함한 서양식 축하 행사가 증가하고 있다.
중국 레스토랑:
많은 중국인들은 크리스마스 당일에 외식을 선호하며, 중국 레스토랑은 매우 인기를 얻고 있다. 이러한 경향은 크리스마스가 중국의 공휴일이 아니며, 많은 레스토랑이 축제 시즌 동안 문을 열고 외식을 적극적으로 장려하는 사실에 기인한다.
인기 있는 중국 요리:
중국 레스토랑은 크리스마스에 특히 인기 있는 다양한 요리를 제공하며, 제너럴 초 치킨, 크랩 랑군, 에그 롤, 다양한 볶음 요리 및 수프와 같은 인기 요리가 포함된다.
사과 선물:
크리스마스 이브에 사과를 선물하는 것은 인기 있는 전통이 되었으며, 중국어로 사과(píng guǒ)는 평화와 안녕(Píng'ān yè - 平安夜, "평화로운 밤"을 의미)을 기원하는 상징이다.
장소로서의 레스토랑:
중국에서의 크리스마스 만찬은 집에서보다는 레스토랑에서 즐기는 경우가 많으며, 레스토랑은 명절을 축하하는 중심지가 된다.
요리의 융합:
크리스마스 만찬은 중국 요리와 서양 요리의 혼합도 포함할 수 있으며, 일부 가족은 로스트 칠면조나 닭고기와 함께 베이징 오리나 만두와 같은 중국 별미를 즐기기도 한다.
인기 있는 중국 요리:
중국 레스토랑은 크리스마스에 특히 인기 있는 다양한 요리를 제공하며, 제너럴 초 치킨, 크랩 랑군, 에그 롤, 다양한 볶음 요리 및 수프와 같은 인기 요리가 포함된다.
사과 선물:
크리스마스 이브에 사과를 선물하는 것은 인기 있는 전통이 되었으며, 중국어로 사과(píng guǒ)는 평화와 안녕(Píng'ān yè - 平安夜, "평화로운 밤"을 의미)을 기원하는 상징이다.
장소로서의 레스토랑:
중국에서의 크리스마스 만찬은 집에서보다는 레스토랑에서 즐기는 경우가 많으며, 레스토랑은 명절을 축하하는 중심지가 된다.
요리의 융합:
크리스마스 만찬은 중국 요리와 서양 요리의 혼합도 포함할 수 있으며, 일부 가족은 로스트 칠면조나 닭고기와 함께 베이징 오리나 만두와 같은 중국 별미를 즐기기도 한다.

### 인도
고아 카톨릭교도와 같이 오랜 기간 정착된 기독교 공동체는 크리스마스 만찬의 메인 코스로 돼지고기 요리와 소고기 요리를 포함한다. 여기에는 돼지고기 빈달루와 사라파텔이 포함된다. 디저트로는 베빙카라는 요리가 인기가 있다.
인도에서 가장 큰 기독교 공동체인 케랄라에서는 플럼 케이크가 유명한 디저트이며, 가족들이 자정에 미사를 마친 후 모여 케이크를 자르는 것이 전통으로 여겨진다. 가끔 포도뿐만 아니라 파인애플, 구스베리 또는 다른 과일로 만든 와인을 마시기도 한다.

### 일본

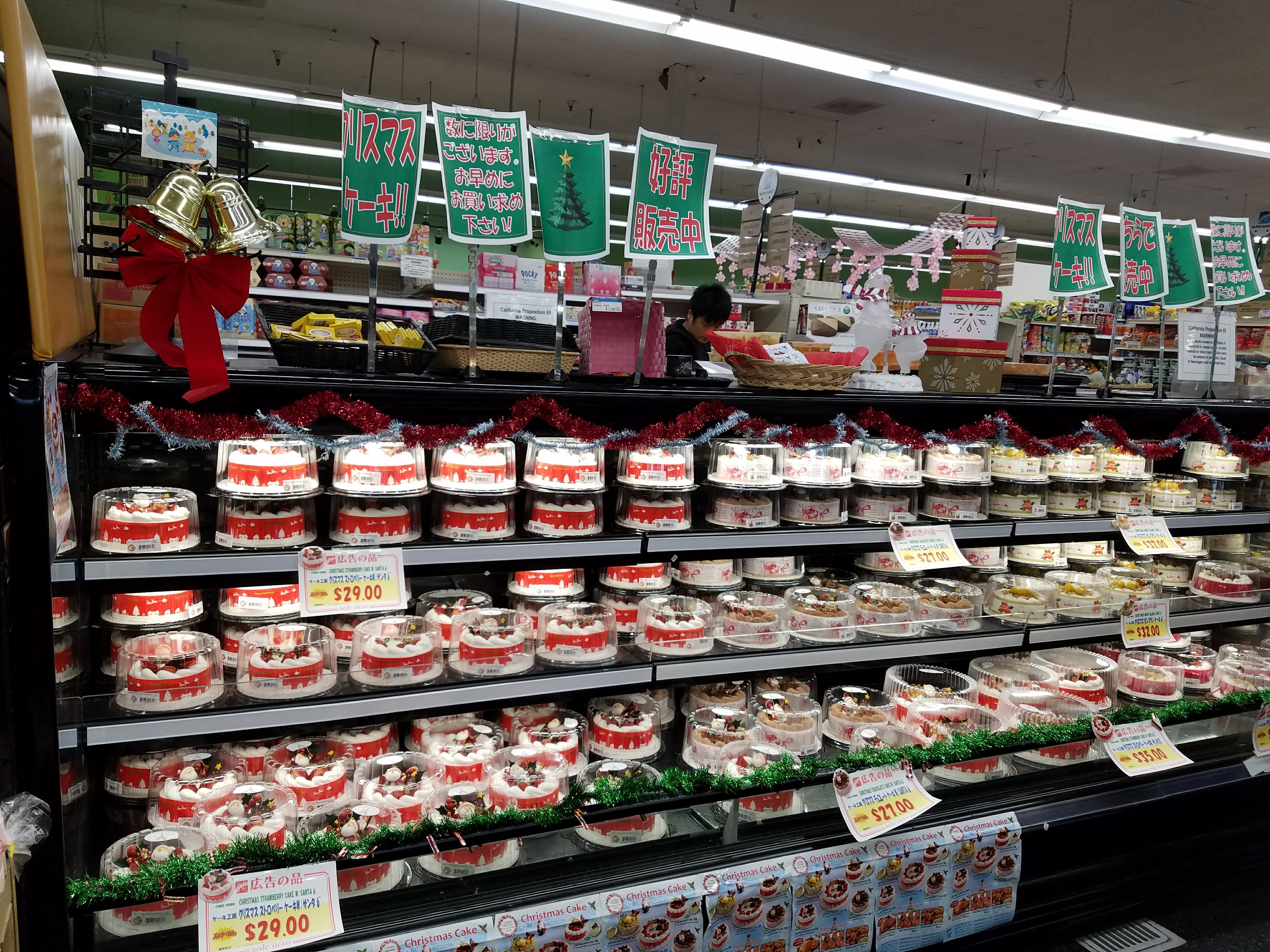
니지야 마켓 진열대에 있는 일본식 크리스마스 케이크.

크림으로 덮고 딸기로 장식한 흰 스펀지 케이크인 일본식 크리스마스 케이크가 자주 소비되며, 현지에서 만든 슈톨렌 케이크도 널리 구할 수 있다. 1970년대의 성공적인 광고 캠페인으로 인해 크리스마스 무렵 KFC에서 식사하는 것이 전국적인 풍습이 되었다. 이 시기에는 KFC의 치킨 요리가 너무 인기가 많아서 몇 달 전부터 예약 주문을 받는다.

### 레바논
레바논 기독교인들은 크리스마스 만찬을 기념한다. 보통 24일 밤과 25일 점심에 열리는 이 잔치는 성대하게 치러진다. 가족들은 두 식사 모두에 함께 모이며, 일부는 전날 저녁 식사의 남은 음식을 다음 날 점심으로 먹기도 한다. 크리스마스에 전통적으로 제공되는 음식은 설탕을 입힌 아몬드이다. 로스트 칠면조가 가장 흔한 식사 선택이다. 로스트 오리, 레바논 샐러드(탑불레), 꿀 케이크와 같은 페이스트리도 흔하다. 베이루트는 화려하고 큰 크리스마스 파티를 열어 크리스마스를 축하한다. 서양식 포인세티아, 공동 크리스마스 트리, 크리스마스 등불이 매우 인기가 많다.

### 필리핀
필리핀의 크리스마스 만찬은 히스패닉 관습에 따라 노체 부에나라고 불리며, 12월 24일 자정 무렵에 열린다. 이는 보통 온 가족이 미사 드 갈로("수탉의 미사")라고 불리는 늦은 저녁 미사에 참석한 후에 이어진다. 노체 부에나의 중심은 종종 크리스마스 햄인 하몬인데, 이는 보통 염장된 돼지고기 다리이다. 이것은 보통 붉은 왁스로 덮인 에담 치즈 덩어리인 케소 데 볼라와 함께 제공된다. 다른 흔한 요리는 파스타와 디저트로 과일 샐러드이다. 저녁 식사에는 순수한 현지 재배 카카오 콩으로 만든 초콜라테 또는 핫 코코아가 함께 제공된다. 일부 가족은 순수하거나 약간 단맛이 나는 타블레(압축 코코아 가루)로 만든 초콜라테를 선호한다. 노체 부에나에 제공되는 음식의 대부분은 신선하며 보통 크리스마스 이브 당일에 준비된다. 중산층 및 부유층 가족은 호화로운 잔치를 준비하는 경향이 있다. 덜 부유한 가족은 더 경제적인 노체 부에나를 선택한다. 재정적 어려움에도 불구하고 간단한 모임을 조직하는 것은 필리핀인 문화에서 가족(및, 확장하여 공동체) 화합의 최고 중요성을 반영한다.

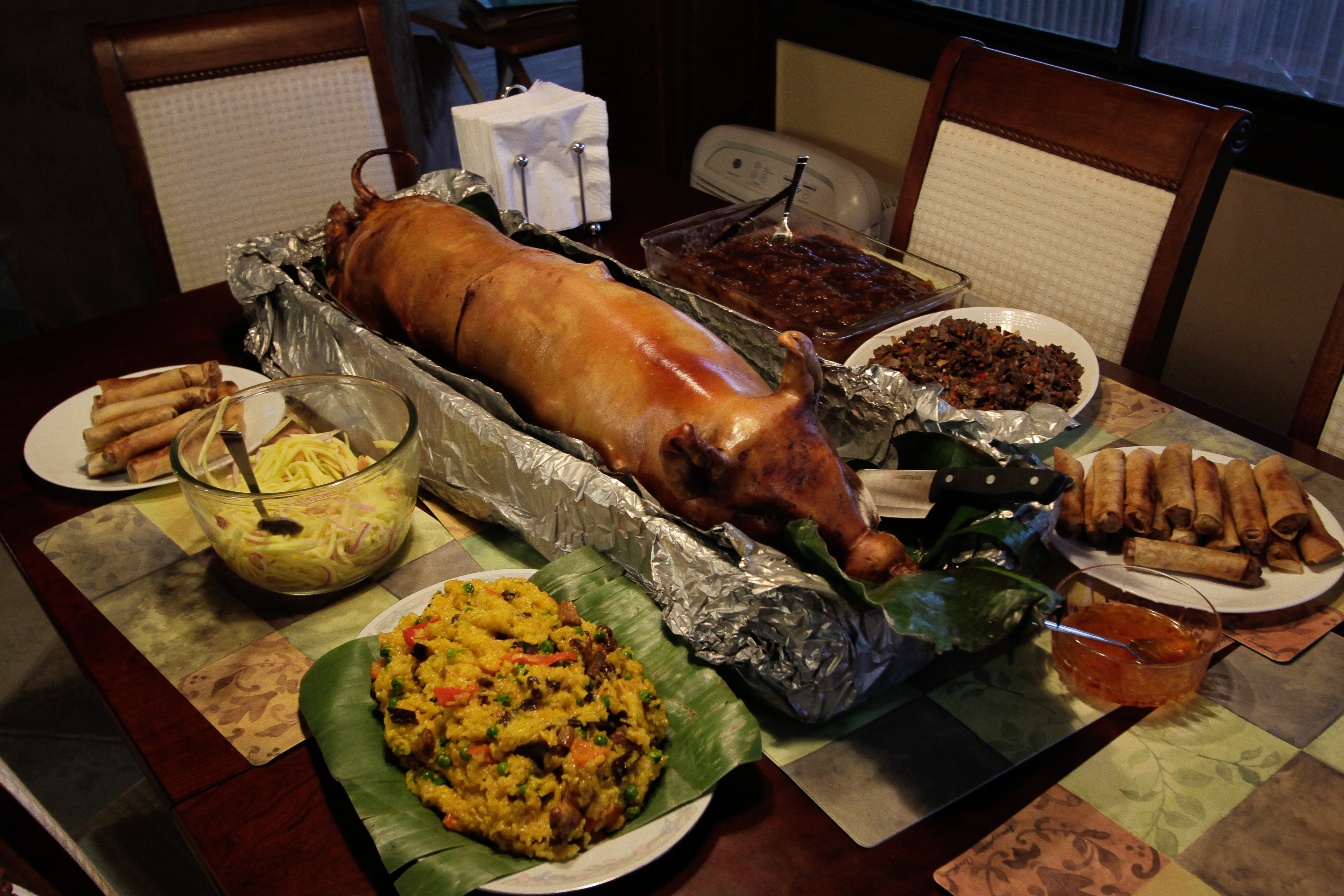
필리핀의 전형적인 전통 노체 부에나 식사로, 레촌이 중심이다.

노체 부에나의 메인 코스로 제공되는 일반적인 전통 요리로는 레촌, 다양한 종류의 판싯(국수), 필리핀 스파게티, 하모나도, 크리스마스 햄, 케소 데 볼라, 모르콘, 엠부티도, 치킨 갈란티나, 아몬디가스(고기 완자), 파에야(아로스 발렌시아나, 브링헤 등), 룬삐앙, 메누도, 메차도, 칼데레타, 칼로스, 치킨 파스텔, 렐레뇽 방우스(속을 채운 젖가슴), 렝구아 에스토파도, 아도보, 그리고 다양한 종류의 바비큐(이니하우)가 있다. 이 요리들은 거의 모두 흰 쌀밥과 함께 먹는다. 디저트와 사이드 디시로는 우베 할라야, 투론, 레체 플란, 마카로니 샐러드, 멤브릴료, 과일 샐러드, 부코 샐러드, 크레마 데 프루타, 엔사이마다, 참포라도, 망고 플로트, 과일 케이크, 카스타냐스(구운 밤), 그리고 푸토 봄봉, 비빙카, 수만, 비코, 사핀사핀과 같은 다양한 카카닌(쌀 케이크)이 있다. 인기 있는 음료는 초콜라테뿐만 아니라 커피, 탄산음료, 포도주, 맥주, 주류, 과일 주스 등이 있다.
이러한 가족 중심의 태도는 크리스마스를 기념하는 모든 필리핀 사회경제 계층과 민족 집단에 공통적이다. 일족의 지파나 확대 가족 구성원 대부분은 —전부는 아니더라도— 노체 부에나에 참여할 것으로 기대된다. 특히 해외 거주 필리핀인들은 이 행사가 연중 가장 중요한 필리핀 기독교 공휴일이므로 귀국하는 것을 강력히 권장한다. 대부분의 가족은 서양의 크리스마스 아침 선물 개봉 관습과는 달리 저녁 식사 직후에 크리스마스 선물을 교환하는 것을 선호한다.

## 유럽

### 오스트리아
오스트리아에서는 크리스마스 이브가 크리스마스 전 금식 기간의 끝을 축하하는 날이다. 크리스마스는 보통 기독교인들만 기념한다. 크리스마스 이브는 역사적으로 트리를 장식하고 실제 촛불을 밝히는 날로, 크리스트킨들이 방문할 수 있도록 한다. 크리스마스는 오스트리아의 국경일이며 대부분의 오스트리아인들은 가족과 함께 만찬을 즐긴다. 튀긴 잉어, 자허토르테, 크리스마스 비스킷(레프쿠헨과 바이낙츠슈테르네)이 먹히며, 식용 크리스마스 장식을 포함한 다른 많은 초콜릿 별미도 즐겨 먹는다. 크리스마스 만찬은 보통 거위나 햄이며, 온포도주, 펀치(럼펀치), 초콜릿 무스와 함께 제공된다.

### 체코
체코의 전통적인 크리스마스 식사는 튀긴 잉어와 감자 샐러드로, 12월 24일 저녁 크리스마스 만찬 때 먹는다. 종종 잉어 부산물(머리 또는 뼈)로 만든 생선국, 전통 체코 버섯 요리인 쿠바 또는 말린 과일, 견과류, 포도주, 진저브레드로 만든 체르나 오마츠카("검은 소스")가 함께 제공된다. 많은 가정에서는 방문객에게 제공하기 위해 매우 다양한 독특한 크리스마스 비스킷을 준비한다. 이것들은 잔치 며칠 전에 준비되며 장식하는 데 오랜 시간이 걸린다. 어린이들을 위해 포장된 초콜릿 과자를 크리스마스 트리에 장식으로 거는 것도 흔하다.

### 덴마크

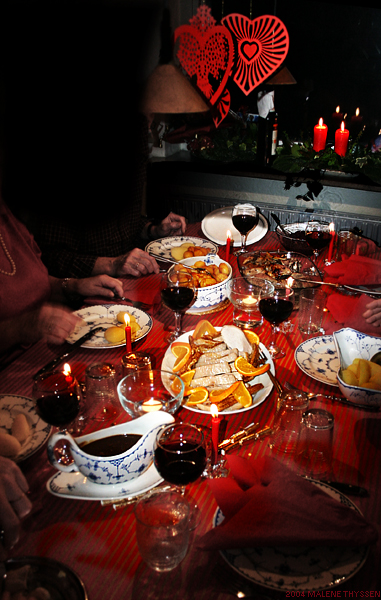
덴마크 크리스마스 만찬.

덴마크에서 12월 24일에 제공되는 전통적인 크리스마스 식사는 한 대표적인 연구에 따르면 오리(조사 대상 가구의 66%), 껍질을 곁들인 로스트 돼지고기(43%), 칠면조(8%), 또는 거위(7%)로 구성된다. 일부 가족은 크리스마스 만찬을 위해 두 가지 이상의 고기를 준비하는 것으로 나타났기 때문에 수치가 100%를 초과한다. 고기는 삶은 감자(일부는 카라멜화되거나 구워짐), 적채, 그레이비와 함께 제공된다. 메인 코스 다음에는 리살라망드라는 디저트가 나오는데, 체리 소스나 딸기 소스를 곁들인 라이스 푸딩으로, 종종 통 아몬드가 안에 숨겨져 있다. 아몬드를 찾은 행운아는 추가 선물, 즉 아몬드 선물을 받을 자격이 있다. 크리스마스 음료로는 글뢰그(따뜻한 포도주)와 특별히 이 계절을 위해 양조되며 보통 알코올 함량이 높은 전통 크리스마스 맥주가 있다.

### 핀란드

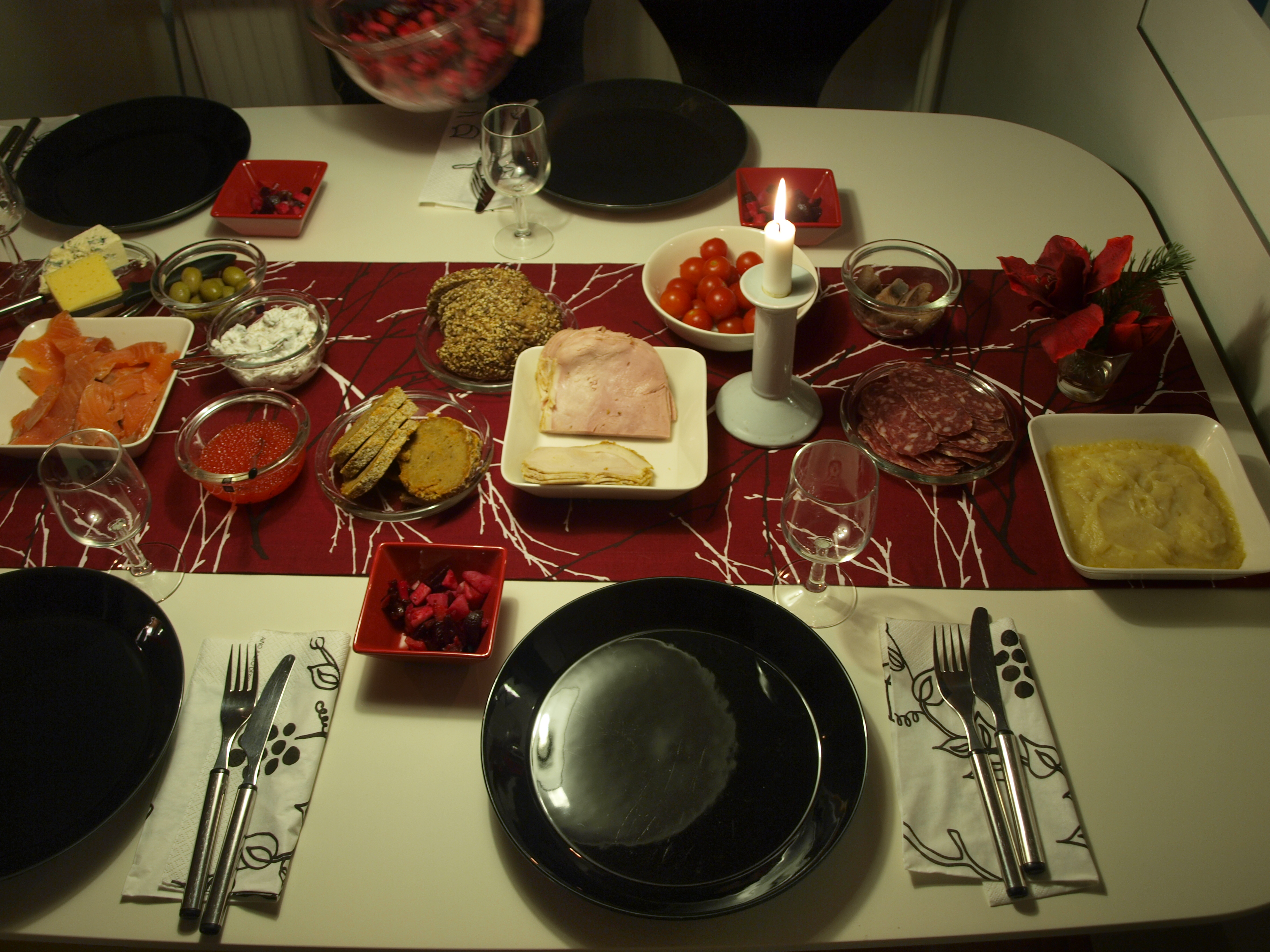
핀란드 크리스마스 만찬.

Joulupöytä(번역하면 "크리스마스 식탁")는 핀란드에서 크리스마스에 제공되는 전통 음식 상차림을 뜻하며, 스웨덴의 스뫼르고스보르드와 유사하다. 여기에는 다양한 요리들이 포함되는데, 대부분 계절에 맞는 전형적인 음식들이다. 주 요리는 보통 큰 크리스마스 햄이며, 다른 요리들과 함께 머스터드나 빵과 함께 먹는다. 생선도 제공되며(자주 루테피스크와 그라브락스 또는 훈제 연어), 햄과 함께 보통 감자, 루타바가(순무), 또는 당근이 들어간 다양한 캐서롤도 있다. 전통적인 크리스마스 음료는 온포도주(핀란드어로 글뢰기)로, 알코올이 있거나 없을 수 있다.

### 독일
독일의 주된 크리스마스 요리는 거위구이와 로스트 잉어이지만, 새끼 돼지, 오리, 또는 사슴고기도 제공될 수 있다. 전형적인 반찬으로는 구운 감자와 케일, 방울다다기, 적채와 같은 다양한 형태의 양배추가 있다. 일부 지역에서는 크리스마스 만찬이 크리스마스 이브보다는 크리스마스 당일에 전통적으로 제공된다. 이 경우, 크리스마스 이브의 저녁 식사는 복부어스트나 비너 소시지와 감자 샐러드로 구성된 더 간단한 식사이다. 과자와 크리스마스 페이스트리는 거의 필수적이며, 마지팬, 진저브레드(레프쿠헨), 여러 종류의 빵, 그리고 크리스트슈톨렌과 드레스드너 슈톨렌과 같은 다양한 과일 케이크와 과일 빵이 포함된다.

### 이탈리아

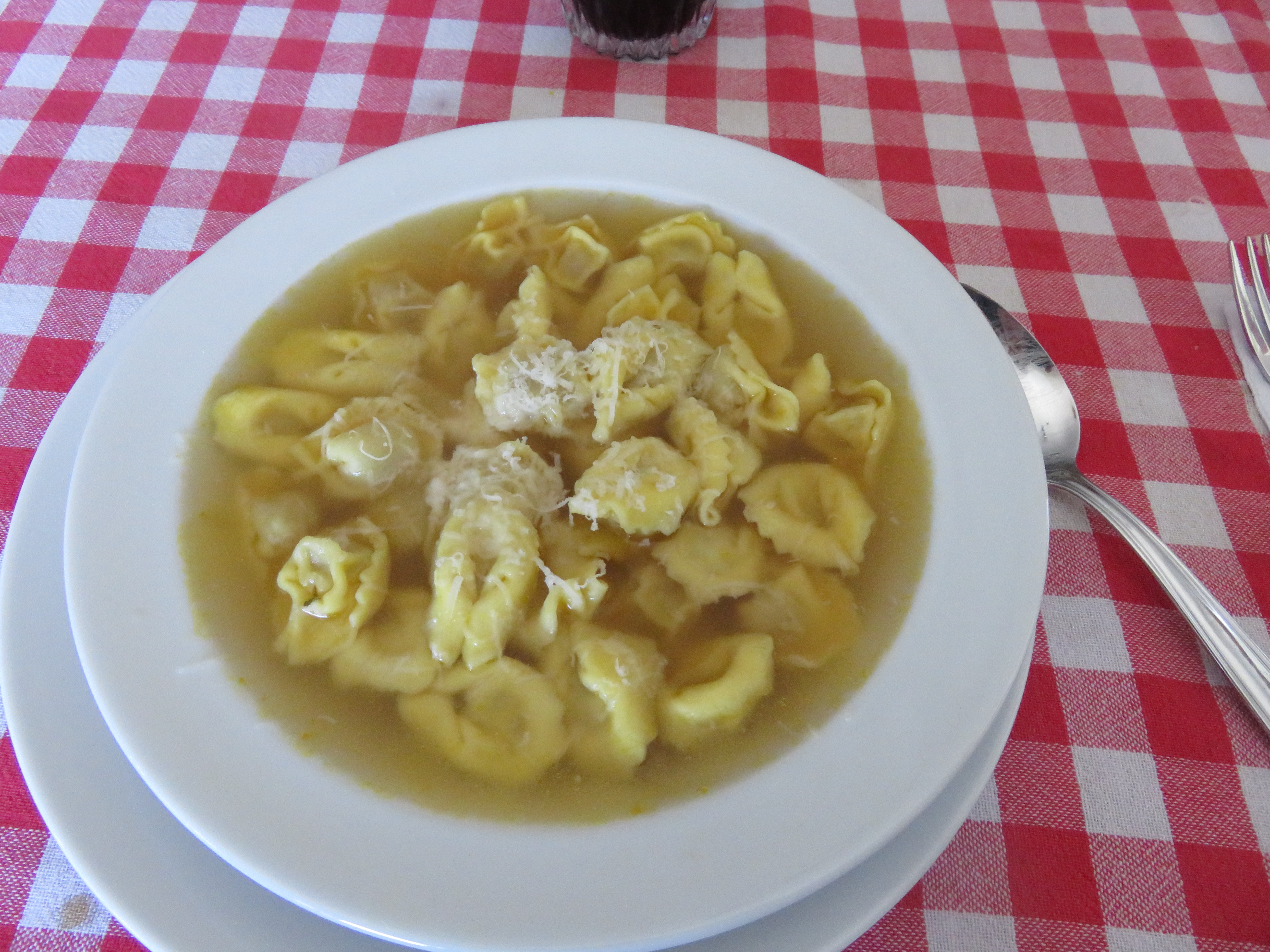
카펠레티

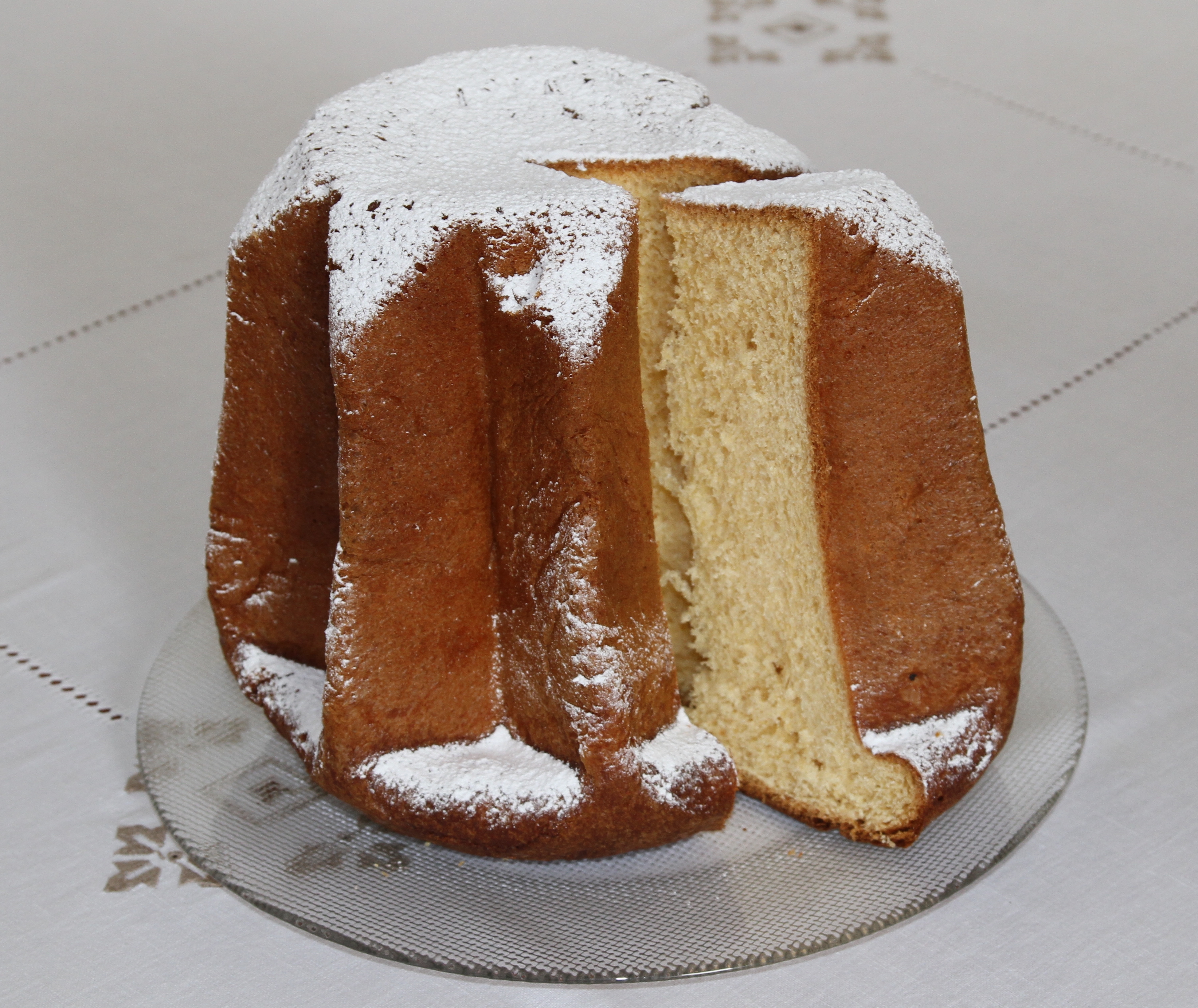
판도로

이탈리아에서는 크리스마스 이브 식사를 보통 체노네(cenone, lit. '큰 저녁 식사')라고 부른다. 요리 전통은 북부 이탈리아와 남부 이탈리아로 양극화되어 있다. 전통에 따르면 크리스마스 이브 저녁 식사는 고기를 포함해서는 안 된다. 나폴리와 이탈리아 남부에서 인기 있는 크리스마스 당일 요리는 암컷 장어나 카피토네이다. 이탈리아 북부의 전통적인 크리스마스 당일 요리는 카폰(거세한 닭)이다. 아바키오는 이탈리아 중부에서 더 흔하다.
크리스마스 당일 저녁 식사는 전통적으로 아뇰리니, 카펠레티, 파베세 아뇰로티, 판도로, 파네토네, 토로네, 판포르테, 스트루폴리, 무스타치우올리, 비시올라, 카발루치, 베네치아나, 피첼레, 젤텐 또는 지역 요리에 따라 다른 전형적인 이탈리아 크리스마스 요리로 구성된다. 12월 25일 크리스마스는 다양한 종류의 파스타와 고기 요리, 치즈, 현지 과자로 구성된 가족 점심 식사로 기념된다.
파네토네는 원래 밀라노에서 유래했으며, 보통 서유럽, 남유럽, 동남유럽, 그리고 남아메리카, 에리트레아, 오스트레일리아, 미국, 캐나다에서 크리스마스와 새해를 위해 준비되고 즐겨 먹는다. 파네토네는 세로로 잘라 쐐기 모양으로 제공되며, 따뜻한 달콤한 음료나 아스티 또는 모스카토 다스티와 같은 달콤한 포도주와 함께 나온다. 이탈리아의 일부 지역에서는 마스카르포네, 달걀, 마스카르포네, 달콤한 리큐어를 섞어 만든 크림인 크레마 알 마스카르포네와 함께 제공된다.
판도로는 이탈리아의 달콤한 빵으로, 크리스마스와 새해 무렵에 가장 인기가 많다. 일반적으로 베로나 시의 특산품인 판도로는 전통적으로 8각형 모양을 가지고 있다. 종종 바닐라 향이 나는 가루 설탕을 뿌리는데, 이는 크리스마스 동안 알프스의 눈 덮인 봉우리를 닮았다고 한다. 판도로로 명확하게 식별되는 디저트에 대한 첫 언급은 18세기로 거슬러 올라간다.

### 포르투갈

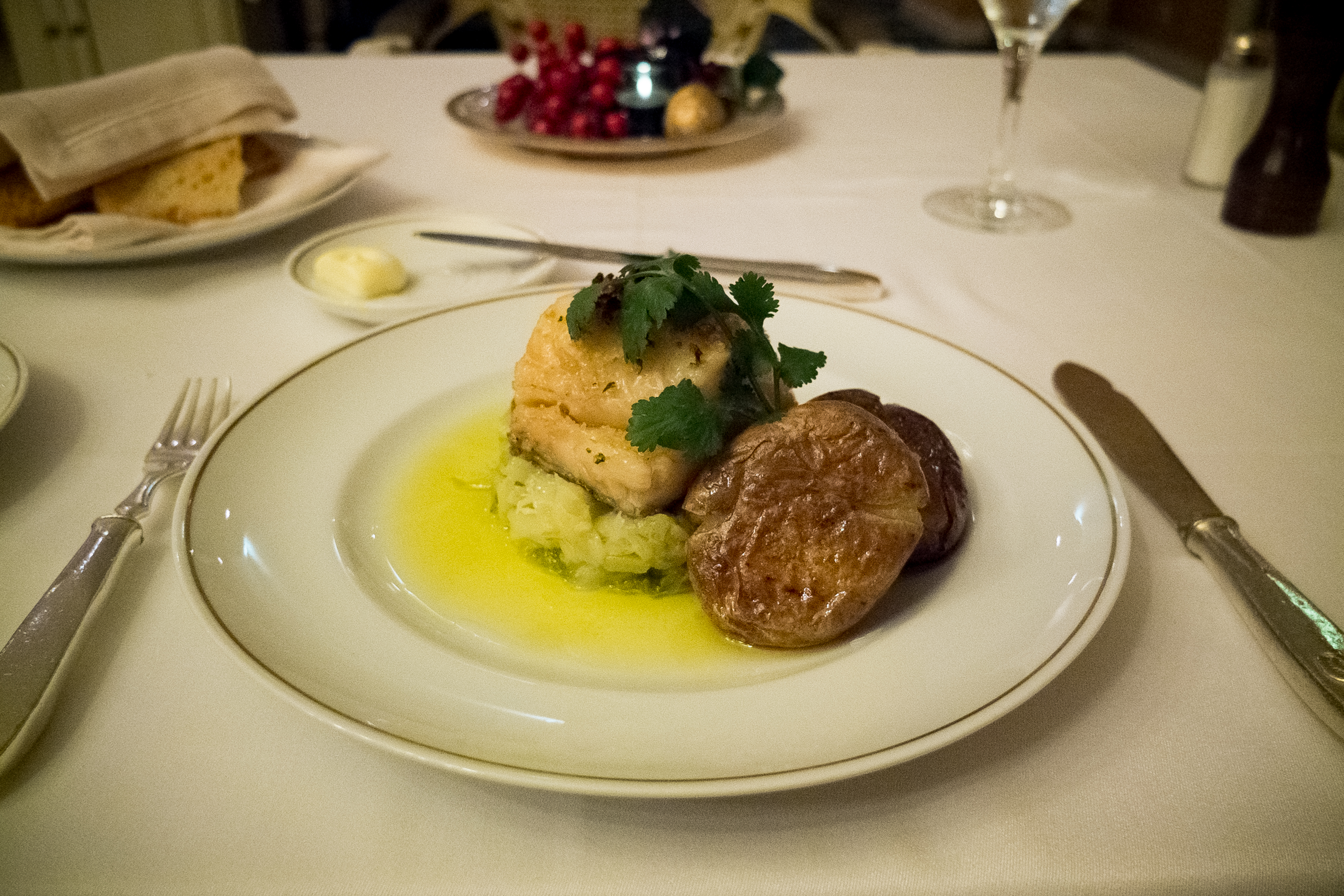
전통적인 포르투갈 크리스마스 만찬: 감자와 양배추를 곁들인 대구에 올리브유를 뿌린 요리

포르투갈에서는 전통적으로 크리스마스 이브에 가족들이 식탁에 모여 삶은 마른 대구를 삶은 양배추나 텃밭에 남은 채소, 삶은 감자, 삶은 양파, 삶은 달걀, 병아리콩과 함께 먹는다. 때로는 양파, 마늘 또는 파슬리로 간단한 드레싱을 만들기도 한다. 이 식사는 넉넉한 양의 올리브유와 함께 제공된다.
나라마다 차이가 있으며, 전통적으로 칠면조와 유명한 포르투갈 바칼랴우가 있다. 많은 이유로 문어(일부 지역에서는 돼지고기)도 25일 점심으로 제공된다.

### 스페인
스페인어에서 크리스마스 이브는 "노체부에나(Nochebuena)"라고 불리며, 문자 그대로 "좋은 밤"으로 번역된다. 스페인에서는 늦은 저녁에 먹는 대규모 가족 잔치로 기념하며, 몇 시간 동안 지속될 수 있다. 일부 가족은 식사 전후로 자정 미사에 참석한다. 스페인에서 크리스마스 이브는 이웃 바와 카페, 그리고 가족 및 친구들과 함께 식탁에서 축하하는 시간이다. 선물 교환이나 산타클로스의 시간이다. 하지만 주로 1월 6일에 열리는 주현절에 이루어진다.
중세 카탈루냐 요리에서는 크리스마스 만찬에 가금류가 제공되었고, 살사 데 파고를 곁들인 다른 요리 뒤에는 양고기와 베이컨 스튜가 나왔다. 마지막 코스는 포르마체 토라도르(현대 아르헨티나 요리의 프로볼레타와 유사), 네울라와 클라레아(백색 상그리아라고도 불리며 히포크라스와 유사)였다.

### 스웨덴

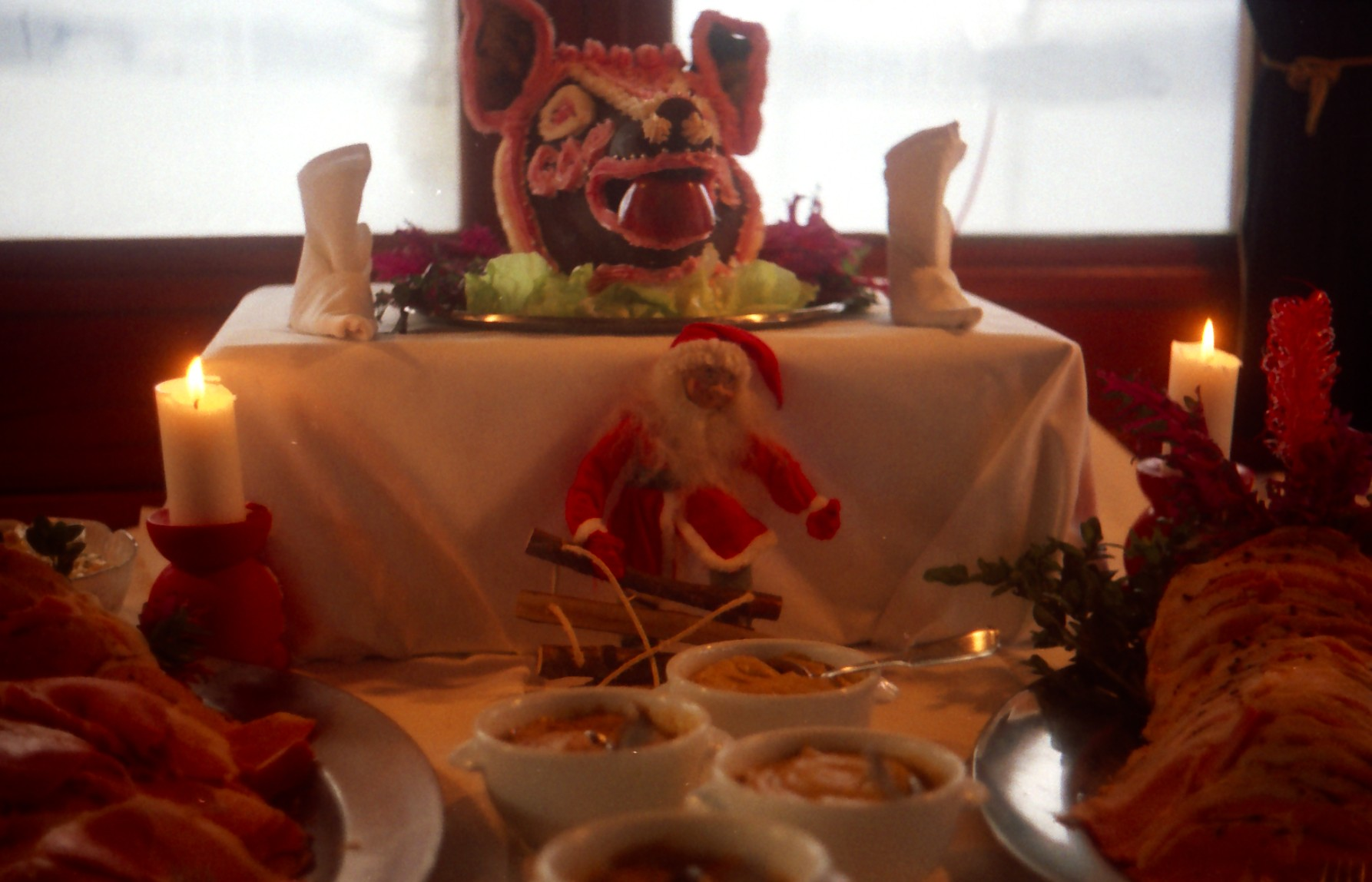
스웨덴의 율보르드는 때때로 장식된 돼지 머리를 특징으로 한다.

스웨덴의 크리스마스 만찬 또는 율보르드는 종종 다섯 가지 이상의 코스로 구성된다. 첫 세 코스는 다양한 종류의 생선으로, 보통 다양한 종류의 절인 청어와 연어, 훈제 연어를 삶은 감자나 크리스프 브레드와 루테피스크와 함께 먹는다. 네 번째는 차가운 고기 요리로, 크리스마스 햄이 가장 중요하다. 훈제 소시지, 머리 고기, 사과 소스, 레베르파스테도 흔하다. 다섯 번째 코스는 고기 완자, 작은 튀긴 소시지, 얀손의 유혹과 같은 따뜻한 요리로 구성된다. 마지막으로 치즈 플레이트와 디저트 플레이트가 제공된다. 가장 인기 있는 디저트는 속에 통 아몬드가 숨겨져 있는 라이스 푸딩(리스그린스그뢰트)이다. 아몬드를 찾은 사람은 다음 크리스마스 전에 결혼할 것으로 예상된다. 일부 가정에서는 위에서 언급한 코스들을 뷔페식으로 제공하여 모든 가족 구성원이 접시 순서에 관계없이 음식을 가져갈 수 있다.
흔한 음료는 크리스마스 맥주, 율무스트 및 슈납스이다.

### 영국

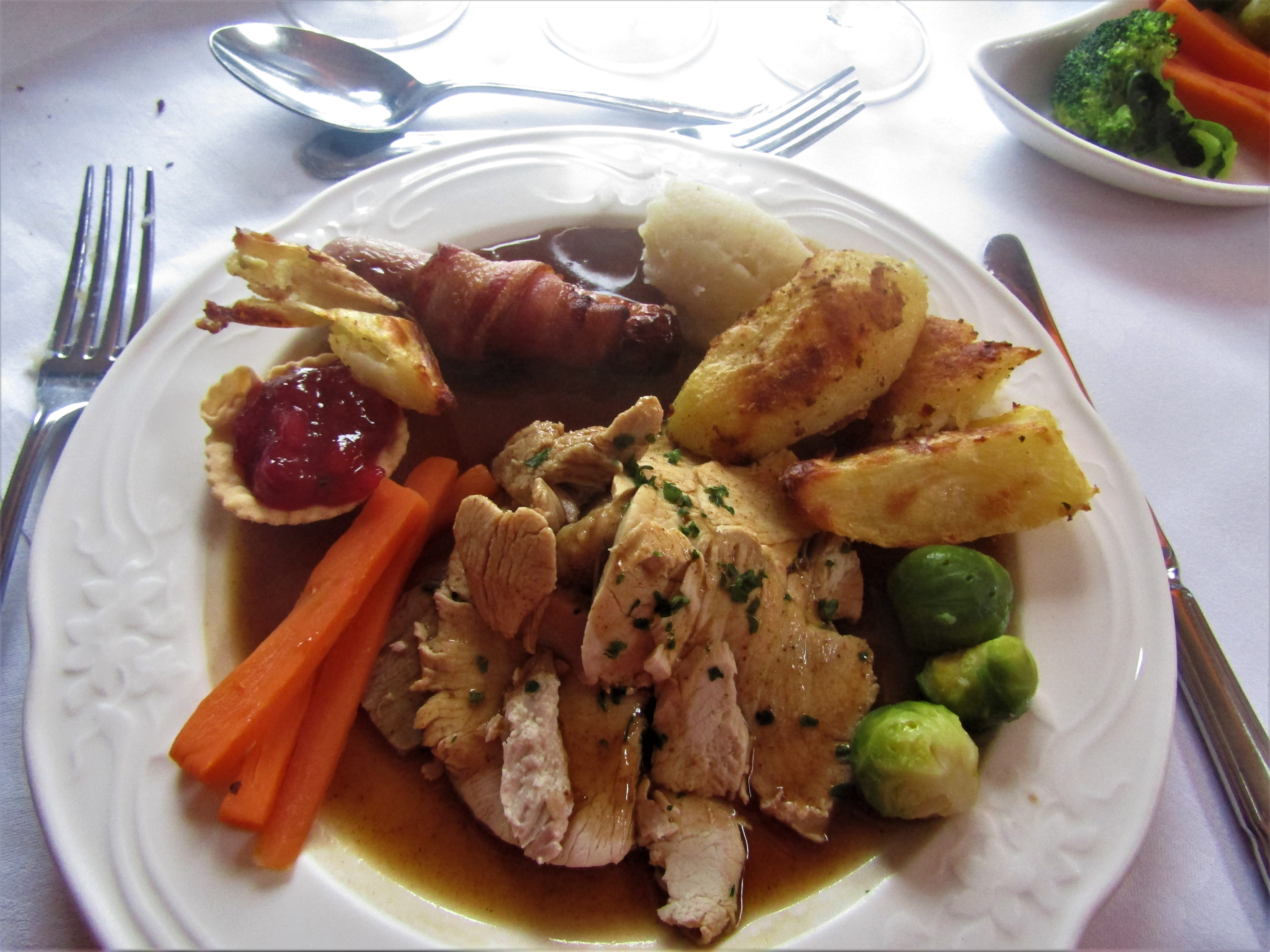
영국 크리스마스 만찬.

영국의 크리스마스 만찬은 보통 로스트 칠면조, 스터핑, 그레이비, 요크셔 푸딩, 피그 인 블랭킷, 브레드 소스, 크랜베리 소스 또는 레드커런트 젤리, 로스트 감자; 채소(특히 방울다다기, 브로콜리, 당근, 파스닙)와 디저트로 크리스마스 푸딩, 민스 파이(둘 다 브랜디 버터, 커스터드 또는 크림과 함께 제공됨) 또는 트라이플로 구성된다.
2021년에는 영국에서 크리스마스에 900만 마리의 칠면조가 소비된 것으로 추정된다. 이는 1996년 이후 소비된 칠면조의 절반으로, 젊은 성인들이 다른 대안을 선택하기 때문이다. 돼지고기, 소고기, 닭고기, 거위, 오리도 인기가 많다.
잉글랜드에서는 16세기와 17세기 내내 거위나 카폰이 흔히 제공되었고, 부유층은 때때로 공작과 백조를 먹었다.
칠면조는 16세기에 잉글랜드의 크리스마스 식탁에 등장했다. 16세기의 농부 토머스 터서는 1573년까지 칠면조가 영국 크리스마스 만찬에 흔히 제공되었다고 기록했다. 크리스마스 칠면조 전통은 17세기에 걸쳐 잉글랜드 전역으로 빠르게 퍼졌으며, 빅토리아 시대까지 지배적인 로스트 요리로 남아있던 거위도 흔히 제공되었다. 유명한 영국 크리스마스 만찬 장면은 찰스 디킨스의 크리스마스 캐럴 (소설)(1843)에 등장하는데, 스크루지가 밥 크라치트에게 큰 칠면조를 보내는 장면이다. 영국 크리스마스 만찬의 푸딩 코스는 종종 중세 잉글랜드에서 유래한 크리스마스 푸딩이다. 트라이플, 민스 파이, 크리스마스 케이크 또는 율 로그도 인기가 많다. 21세기에는 일부 영국 시민들이 크리스마스 만찬 전통을 바꾸어 전통적인 영국 크리스마스 식사의 채식 및 비건 버전을 선택하는 수가 늘고 있다.

## 북아메리카

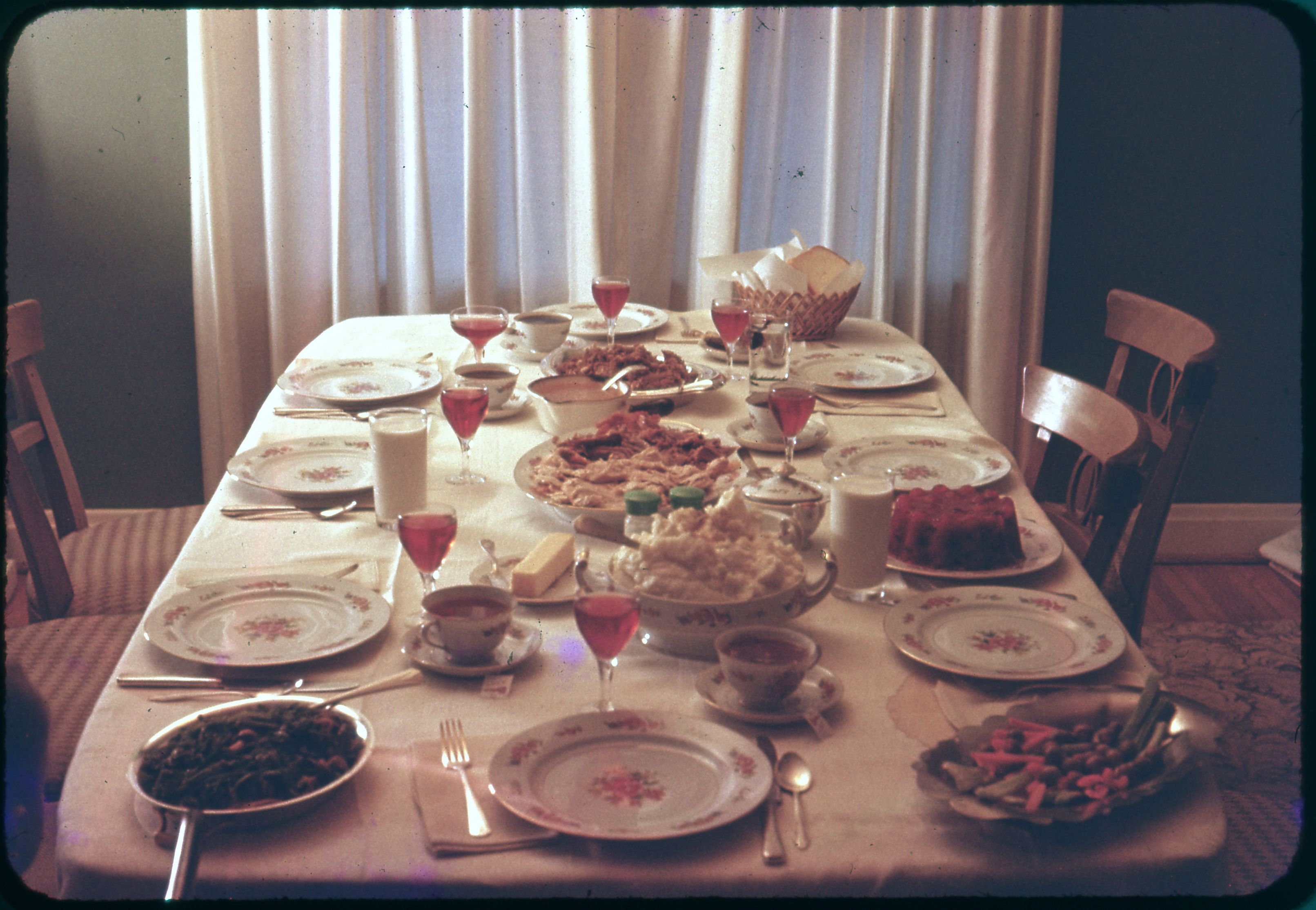
1959년 한 가정의 크리스마스 만찬.

### 캐나다
영어를 사용하는 캐나다에서는 크리스마스 만찬이 영국과 비슷하다. 전통적인 크리스마스 만찬은 칠면조와 스터핑, 으깬 감자, 그레이비, 크랜베리 소스, 채소를 특징으로 한다. 크리스마스 만찬은 일반적으로 추수감사절 만찬과 매우 비슷하다. 다른 종류의 가금류, 로스트 비프 또는 햄도 사용된다. 호박 또는 사과 파이, 건포도 푸딩, 크리스마스 푸딩, 또는 과일 케이크는 디저트의 주식이다. 우유 기반의 펀치로 종종 알코올이 들어간 에그노그도 휴가철에 인기가 많다. 다른 크리스마스 품목으로는 크리스마스 쿠키, 버터 타르트, 쇼트브레드가 있으며, 이것들은 전통적으로 휴가 전에 구워서 크리스마스와 새해 파티뿐만 아니라 크리스마스 당일에 방문하는 친구들에게 제공된다.
프랑스어를 사용하는 캐나다에서는 전통이 프랑스와 더 비슷할 수 있다.(레베이옹 참조) 다른 민족 공동체들도 구세계 전통을 계속 사용할 수 있다.

### 미국

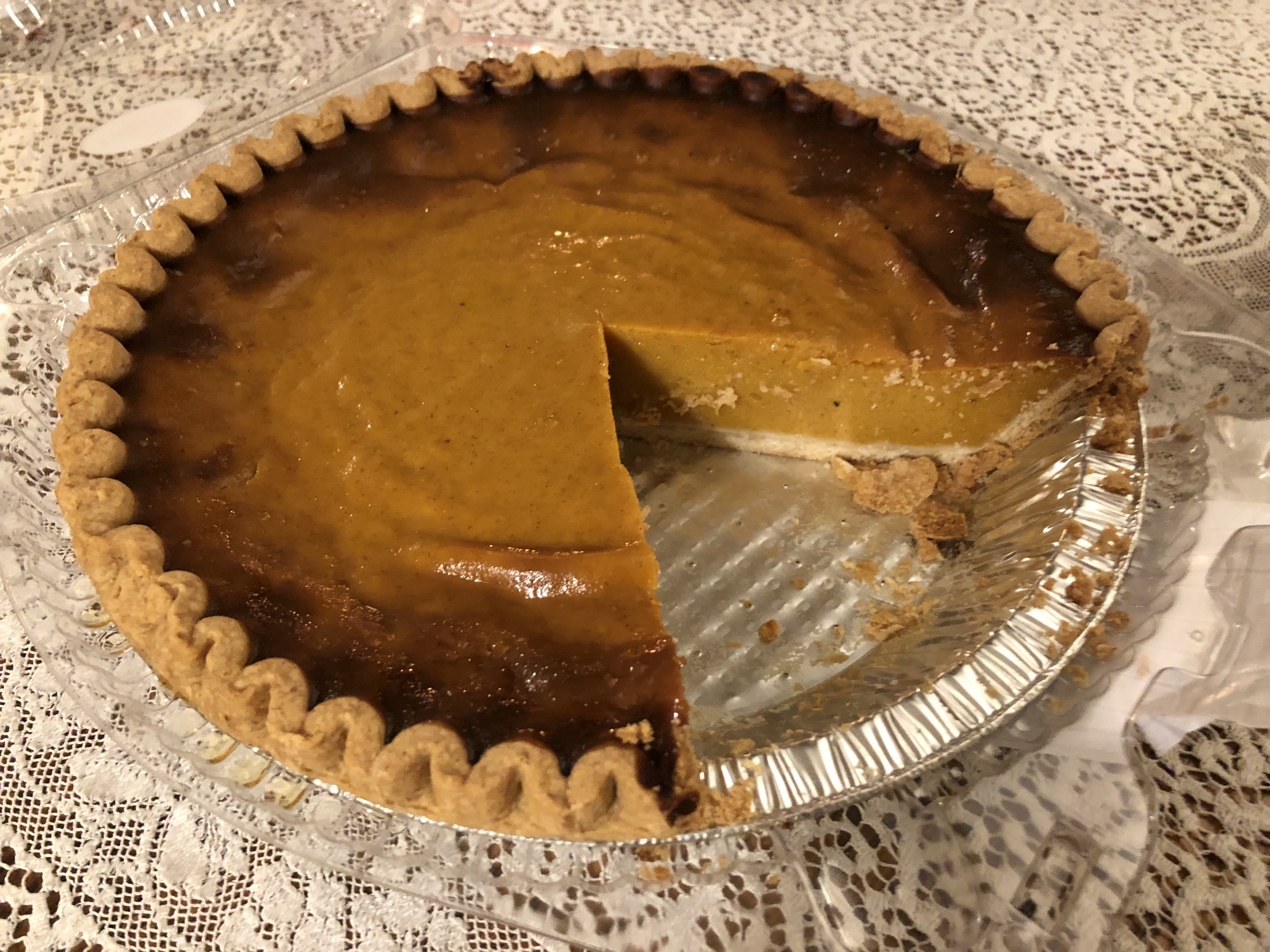
크리스마스 만찬에 제공된 호박 파이.

미국의 크리스마스 전통은 절충적인 기원을 가지고 있다. 영국 전통은 대부분의 주에서 유지되고 있으며, 유럽(스페인, 스칸디나비아, 이탈리아, 프랑스, 네덜란드, 독일 등)의 오랜 영향과 플로리다와 같은 주에서 라틴 아메리카 및 카리브해 출신 사람들의 최근 영향으로 다른 전통들도 기념된다. 따라서 식사의 기본은 보통 영국 기원이다: 구운 뿌리채소를 곁들인 반찬, 으깬 감자, 그레이비, 그리고 속을 채운 구운 가금류(꿩, 거위, 오리 또는 칠면조) 또는 비싼 구운 소고기 또는 비프 웰링턴이 중심이다. 수세기 전부터 영국계 주민이 매우 많이 집중되어 있는 남부 지역에서는 크리스마스가 여러 가지 컨트리 햄 또는 크리스마스 햄이 제공되는 시기이다. 이것은 디킨스의 칠면조 빅토리아 전통보다 더 오래된 영국 전통으로, 스튜어트 시대 부유층 사이에서 유행했던 칠면조를 살 여유가 없었던 빈곤층이 가져온 중세 잉글랜드로 거슬러 올라간다. 다양한 종류의 쿠키는 미국에 수백 년 동안 존재했으며, 종종 12월 내내 구워지고 다양한 모양과 인물로 만들어지는 진저브레드, 스니커두들, 또는 슈거 쿠키이다.
과일 케이크는 원치 않는 크리스마스 선물로 자주 풍자되는 전국적인 농담에 가깝다. 코미디언 조니 카슨은 한때 "최악의 크리스마스 선물은 과일 케이크이다... 전 세계에 과일 케이크는 단 하나뿐이고, 사람들은 매년 서로에게 계속 보낸다"라고 농담했다. 많은 외국인들은 이 사실에 회의적이지만, 실제로 어느 정도 진실이 있다: 콜로라도주 마니투 스프링스에서는 원치 않는 과일 케이크를 던져 누가 "선물"을 가장 멀리 던질 수 있는지 겨루는 연례 행사를 개최하며, 주민들은 전기 모터가 금지된 투석기와 장치를 만든다. 미시간주 테컴세의 한 노신사는 그의 동향 사람에게 그의 증조할머니가 1878년에 구운 과일 케이크를 아직 가지고 있다는 사실을 공개하여 전국적인 뉴스가 되었으며, 그 과일 케이크는 130년 이상 된 것이다. 2018년 현재, 그 과일 케이크는 그의 손자 중 한 명이 보관하고 있는 것으로 추정되어 카슨 씨의 주장이 옳았음을 증명한다.
모든 종류의 술과 칵테일(알코올성 및 비알코올성)은 크리스마스 파티와 가족 모임 모두의 필수품이며, 성인들은 술을 더 많이 마시고 어린이들은 보통 청량음료나 부모님이 마시는 음료의 무알코올 버전, 즉 셜리 템플과 같은 음료를 제공받는다. 일반적인 메뉴에는 플랜터스 펀치, 켄터키 버번 및 그것으로 만들 수 있는 칵테일, 주최자가 준비한 식사에 어울리도록 다양한 빈티지의 캘리포니아, 워싱턴, 버지니아, 또는 뉴욕산 포도주, 이탈리아산 프로세코, 뉴잉글랜드 및 캘리포니아산 하드 사이다, 와살, 푸에르토리코 또는 자메이카산 럼, 샴페인 및 기타 국내 스파클링 화이트 와인, 그리고 개별 칵테일로는 알코올 버전의 에그노그, 포인세티아, 그리고 많은 양의 코코넛 밀크와 럼으로 구성된 푸에르토리코산 코키토가 포함될 수 있다.

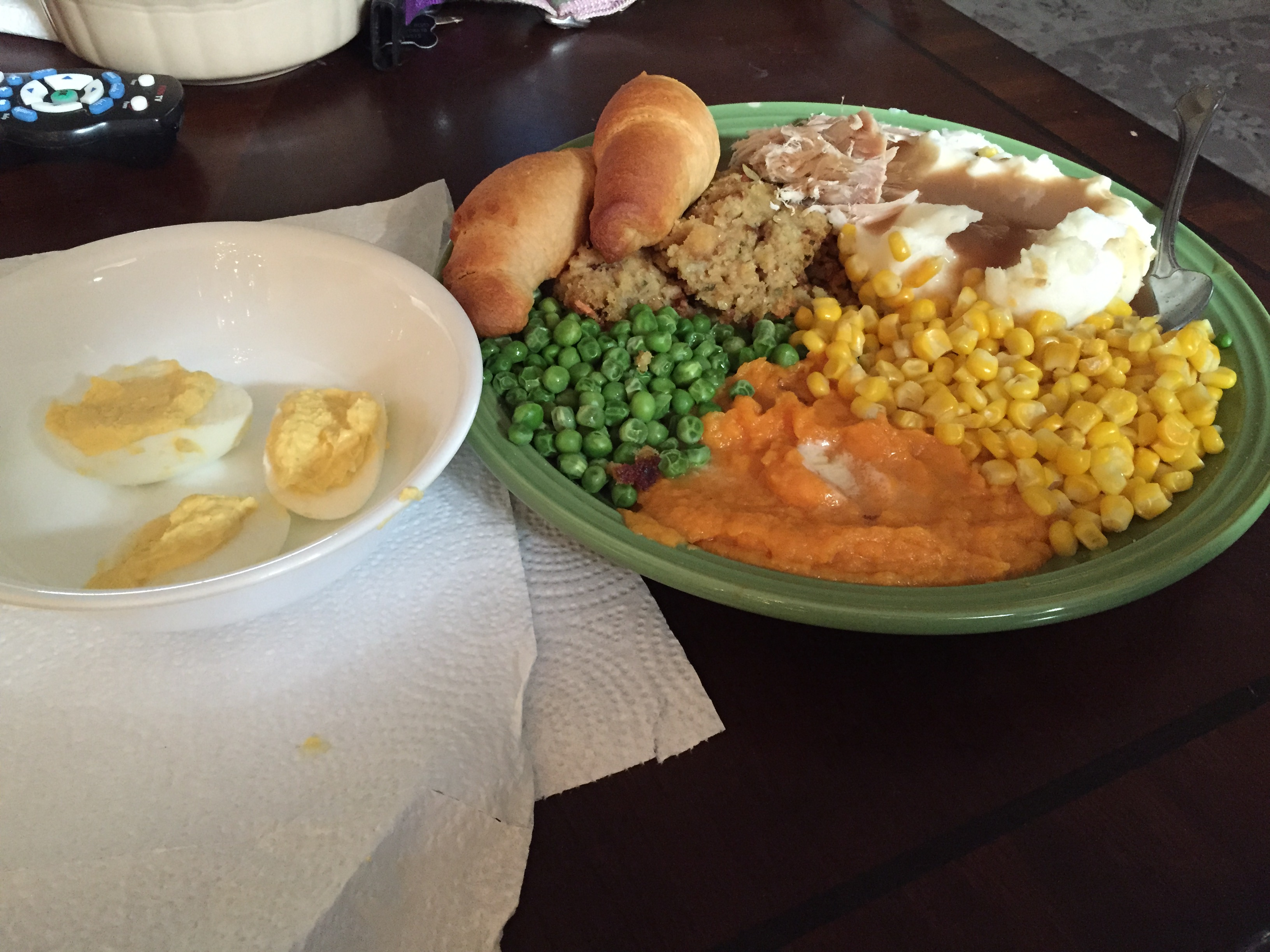
2017년 크리스마스 만찬의 예시. 데블드 에그, 완두콩, 옥수수, 스터핑, 칠면조, 으깬 감자, 크루아상 롤, 으깬 고구마가 포함된다.

미시시피 강 서쪽에서는 멕시코인들이 식사 준비 방식에 큰 영향을 미쳤는데, 껍질째 옥수수를 굽고 비스코치토를 제공하는 것이 포함된다.
더 나아가 지역별 식사는 다양성을 제공한다. 버지니아는 17세기 영국인 설립자들을 기념하여 굴, 햄 파이, 폭신한 비스킷을 제공한다. 어퍼 미드웨스트는 주로 스칸디나비아 배경의 요리인 루테피스크와 으깬 루타바가 또는 순무를 포함한다. 로우컨트리 지역에서는 감자 대신 종종 쌀을 제공하고, 걸프만 해안에서는 새우와 기타 해산물이 일반적인 애피타이저이며, 레이디핑거 침대에 차갑게 보관된 샤를로트 루스(단순히 샤를로트라고 불림)는 전통적인 디저트로, 호박 파이와 피칸 파이도 있다. 일부 시골 지역에서는 엘크나 메추라기와 같은 사냥 고기가 식탁에 오르기도 하며, 종종 오래된 조리법으로 준비된다. 유사한 식재료가 초기 미국 정착민들의 첫 크리스마스 식탁에 올랐을 것이다.
이탈리아계 미국인의 크리스마스 이브 식사는 일곱 생선 축제가 될 수 있으며, 파네토네와 스트루폴리가 그러한 경우에 선호되는 디저트이다.
많은 유대계 미국인들 사이에서는 크리스마스에 미국식 중국 음식을 먹는 것이 흔한 전통인데, 이는 많은 도시에서 이 휴일에도 영업하는 유일한 식당이 중국 음식점인 경우가 많기 때문이다.

## 오세아니아

### 오스트레일리아
오스트레일리아의 크리스마스 만찬은 점심 시간에 먹지만, 전통적인 영국식 버전을 따른다. 하지만 크리스마스가 남반구의 뜨거운 여름에 오기 때문에, 햄, 칠면조, 닭고기와 같은 고기들은 때때로 크랜베리 소스를 곁들여 차갑게 제공되며, 사이드 샐러드나 구운 채소를 곁들인다. 바비큐도 오븐의 열을 피하는 인기 있는 방법이다. 새우, 랍스터, 굴, 가재와 같은 해산물은 흔하며, 구운 스테이크나 닭가슴살, 닭다리, 날개도 마찬가지이다. 여름에는 오스트레일리아인들이 파블로바도 좋아하는데, 이것은 구운 머랭 위에 딸기, 키위, 패션프루트와 같은 과일을 얹고 휘핑 크림을 곁들인 디저트이다. 트라이플도 오스트레일리아에서 크리스마스 시즌에 인기 있는 음식이다. 제철 신선한 과일로는 체리와 망고, 자두, 천도복숭아, 복숭아가 있다.
이탈리아계 오스트레일리아인에 의해 도입된 파네토네는 특히 시드니와 멜버른의 상점에서 널리 판매된다.

## 남아메리카

### 브라질
브라질에서 크리스마스 식사는 상당한 잔치이다 (12월 24일 저녁에 제공된다). 로스트 칠면조, 신선한 채소, 풍성한 과일과 브라질 너트를 포함한 다양한 요리 등 많은 양의 음식을 제공한다. 이와 함께 다채로운 쌀밥 그릇과 햄과 신선한 샐러드가 가득 담긴 접시(때로는 차가운 감자 샐러드도 제공된다)가 나온다. 또한 브라질 일부 지역에서는 로스트 돼지고기나 닭고기를 특징으로 한다. 적포도주, 백포도주, 애플 사이더는 흔한 주류 음료이다. 다른 크리스마스 품목으로는 레몬 타르트, 견과류 파이, 초콜릿 케이크와 파네토네와 같은 다양한 디저트가 있다.

### 페루
크리스마스 이브(노체 부에나)에는 온 가족이 모여 로스트 칠면조와 마늘로 양념한 흰 쌀밥을 먹는다. 구운 감자와 익힌 달콤한 사과 퓨레도 종종 제공된다. 주된 디저트는 파네토네이다. 보통 진한 핫초콜릿 한 잔과 함께 먹는다. 덜 흔한 디저트로는 브라질 너트로 만든 특별한 마지팬(페루에서는 아몬드가 희귀하고 비싸기 때문)과 건포도와 땅콩이 담긴 모듬 그릇이 있다. 자정에는 건배를 하고, 좋은 소망과 포옹을 교환한다. 지정된 사람이 아기 예수를 탄생 장면에 놓기 위해 달려간다. 그리고 가족 구성원들은 크리스마스 캐럴을 부르면서 식당에 자리를 잡는다.

### 우루과이
우루과이에서는 크리스마스 만찬이 크리스마스 이브에 제공된다. 이 휴일은 대규모 가족 잔치로 기념되며, 전통적으로 아사도와 비텔 톤네와 같은 다른 요리들이 올리비예 샐러드와 같은 샐러드와 함께 먹힌다. 그러나 크리스마스 이브에 피카다(이탈리아 안티파스토와 스페인 타파스의 융합)를, 25일 크리스마스 점심에 아사도를 소비하는 것이 널리 퍼졌다. 디저트로는 파네토네와 투론을 먹는데, 이는 19세기와 20세기에 스페인 및 이탈리아 이민자들에 의해 우루과이 요리에 도입되었다.
자정에는 샴페인이나 사이더로 건배를 한다.

## 같이 보기
- 식사 행사 목록
- 크리스마스 음식 목록